# Oceanodroma homochroa
El paíño ceniciento o paíño cenizo (Oceanodroma homochroa), es una especie de ave procelariforme de la familia Hydrobatidae, es endémica de América del Norte. 

## Taxonomía
Fue descrito por primera vez en 1864, por el ornitólogo estadounidense Elliott Coues. El nombre científico homochroa, "color uniforme", proviene  del griego antiguo (h)omoia (όμοια), "igual" + "chroma" (χρώμα) "colores", proviene de su coloración.  

## Descripción y ecología
Es un ave pequeña, uniformemente tiznada de color marrón, con la cola bifurcada, muy parecido al paíño negro. Es un ave gregaria en el mar, se alimenta en la noche de cefalópodos, peces mictófidos y eufáusidos (krill) como Thysanoessa spinifera, que encuentra en la superficie. También se puede encontrar en los buques pesqueros, en busca del aceite de pescado que se liberan cuando se tiran las redes. Anidan en madrigueras en las rocas de las islas mar adentro, volviendo a los nidos durante la noche. Es un ave de larga vida, pueden llegar a vivir hasta 30 años.

## Distribución, estado y amenazas
Se reproduce en colonias en las islas frente a las costas de California y México, es una de las seis especies de petrel que viven y se alimentan en la rica Corriente de California.
La mitad de los nidos de la población mundial están en los Farallones, cerca de San Francisco. Otras islas de cría incluyen los 8 islas del Canal de California y una pequeña población en las islas Coronado de México. 
Fuera de la temporada de cría se cree que su distribución es más amplia, alimentándose de la corriente de California, pero no asume una gran migración y no se aleja tanto como otras especies de petreles. A principios del otoño grandes bandadas se puede observar en la bahía de Monterey.
La población mundial se estima en unas 10.000 aves, la población de los Farallones disminuyó en un tercio entre 1972 y 1992. Se designa como una especie de interés para la conservación en California. Es amenazadado por depredadores como la gaviota occidental (Larus occidentalis) y el tecolote llanero (Athene cunicularia), la iluminación de los barcos de pesca, los depredadores introducidos como ratas, gatos salvajes y la contaminación. La mayoría de las islas donde se reproduce están cubiertas por algún grado de protección.
El calentamiento global y el cambio climático podría tener un profundo impacto en esta ave. Cambios futuros en las aguas costeras de California debido al calentamiento global podría causar aguas más cálidas y menos productivas, lo que significaría que habría menos alimento disponible para los petreles. Además la acidificación del océano puede resultar en una disminución de los crustáceos debido a los efectos que el exceso de CO2 tendrá sobre las conchas de los animales. El aumento del nivel del mar también supondrá una amenaza para ciertos sitios de anidación que se encuentran demasiado cerca del agua.